# Stade du Tivoli
Ne pas confondre avec le stade autrichien du Tivoli-Neu qui fut employé pendant l'Euro 2008.
Le stade du Tivoli est un stade multifonction belge localisé à La Louvière, en Belgique, dans la Province de Hainaut, dans la région du Centre.
Doté d'une capacité de 12 500 places, l'enceinte a été inaugurée le 12 février 1972 lors d'une rencontre de football opposant la R. AA Louviéroise au Sporting de Charleroi (4-1). À ce jour, l'affluence de cette rencontre reste la plus importante enregistrée au Tivoli, avec 18 000 spectateurs.
Depuis la saison 2017-2018, deux clubs de football se partagent l'enceinte louviéroise : la RAAL La Louvière et l'UR La Louvière Centre. L'ACLO, le club d'athlétisme local, utilise également les infrastructures du Tivoli. Ces dernières sont dotées d'une piste d'athlétisme et de toutes les commodités afférentes à cette pratique sportive.

## Histoire
S'il a été inauguré en 1972, le stade louviérois a bénéficié d'une modernisation entre 2003 et 2005. Durant cette période, le stade est entièrement rénové. Une nouvelle tribune assise et couverte fut érigée face à l'ancienne tribune. Les deux gradins se situant derrière les cages ont, quant à eux, été pourvus d'une toiture.
Jusqu'en 2009, le stade a été occupé par la Royale Association Athlétique Louviéroise, le club historique de la ville de La Louvière. Depuis la disparition de la RAAL en 2009, plusieurs formations sportives ont cohabité au Tivoli, dont le FC La Louvière et l'UR La Louvière Centre. Si le second cité utilise toujours les lieux, ceux-ci sont désormais partagés avec la nouvelle RAAL, le club voisin créé en 2017.